# Lora de Estepa (kommunhuvudort)
Lora de Estepa är en kommunhuvudort i Spanien.   Den ligger i provinsen Provincia de Sevilla och regionen Andalusien, i den södra delen av landet, 400 km söder om huvudstaden Madrid. Lora de Estepa ligger 446 meter över havet och antalet invånare är 815.
Terrängen runt Lora de Estepa är kuperad åt sydväst, men åt nordost är den platt. Runt Lora de Estepa är det ganska tätbefolkat, med 65 invånare per kvadratkilometer. Närmaste större samhälle är Estepa, 5,2 km nordväst om Lora de Estepa. Trakten runt Lora de Estepa består till största delen av jordbruksmark.